# 若夫塔克魯恰
47°43′55″N 35°41′13″E / 47.73194°N 35.68694°E
若夫塔克魯恰（烏克蘭語：Жовта Круча）是位於烏克蘭東南部的村莊，由扎波羅熱州扎波羅熱区的科梅舒瓦哈市镇負責管轄。該村距離布拉基特内1公里，面積0.85平方公里，海拔高度55米，2001年人口339。